# Heliocontia uncinula
Heliocontia uncinula là một loài bướm đêm trong họ Noctuidae.